# Allium kaschianum
Allium kaschianum är en amaryllisväxtart som beskrevs av Eduard August von Regel. Allium kaschianum ingår i släktet lökar, och familjen amaryllisväxter. Inga underarter finns listade i Catalogue of Life.